# John Oliver Creighton
John Oliver Creighton (Orange, Texas, 1943. április 28.–) amerikai űrhajós.

## Életpálya
1966-ban a Haditengerészeti Akadémián főiskolai diplomát szerzett. 1967-ben vizsgázott repülőgép vezetésből. 1978-ban a George Washington Egyetemen kapott oklevelet. Az USS Ranger repülőgép hordozó fedélzetén táborozva, F–4J repülőgépével a vietnámi háborúban 175 harci bevetésen vett részt. 1973-tól 1977-ig az USS Enterprise fedélzetén a Csendes-óceánon állomásozott. 1977-ben berepülőpilóta-kiképzésben részesült, a Boeing Company repülőgépeinek tesztpilótája volt. Több mint 6000 órát tartózkodott a levegőben (repülő/űrrepülő), 500 alkalommal landolt anyahajó fedélzetén.
1978. január 16-tól a Lyndon B. Johnson Űrközpontban részesült űrhajóskiképzésben. Kiképzett űrhajósként tagja volt az STS–1, STS–2, STS–3, STS–4 és az STS–26 támogató (tanácsadó, problémamegoldó) csapatának. A NASA űrrepülő program vezetője, valamennyi kulcsfontosságú döntés résztvevője. Három űrszolgálata alatt Összesen 16 napot, 20 órát és 24 percet  (404 óra) töltött a világűrben. Űrhajós pályafutását 1992. június 15-én fejezte be.

## Űrrepülések
- STS–51–G, a Discovery űrrepülőgép 5. repülésének pilótája. Három kommunikációs műholdat állítottak pályairányba. Egy önálló, csillagászati laboratóriumot kihelyeztek, majd visszanyertek a világűrből. Első űrszolgálata alatt összesen 7 napot, 1 órát, 38 percet és 51 másodpercet töltött a világűrben. 4 693 051 kilométert (2 916 127 mérföldet) repült, 112 alkalommal kerülte meg a Földet.
- STS–36, az Atlantis űrrepülőgép 6 repülésének parancsnoka. Az Amerikai Védelmi Minisztérium megbízásából indított Space Shuttle repülés.Második űrszolgálata alatt összesen 4 napot, 10 órát és 18 percet (106 óra) töltött a világűrben. 3 089 280 kilométert (1 837 962 mérföldet) repült, 72 kerülte meg a Földet.
- STS–48, a Discovery űrrepülőgép 13. repülésének parancsnoka. Telepítették a felső légkört kutató Research Satellitet (UARS). Harmadik űrszolgálata alatt összesen 5 napot, 8 órát és 27 percet (128 óra) töltött a világűrben. 3 530 369 kilométert (2 193 670 mérföldet) repült, 81 kerülte meg a Földet.